# Органон
„Органон“ (на старогръцки: Ὄργανον, „инструмент“) е сборник от 6 произведения на древногръцкия философ Аристотел в областта на логиката и диалектиката.
Сборникът е съставен след смъртта на Аристотел от негови последователи от I век пр. Хр. и включва 6 книги, подредени не в реда на създаването им, а в последователност, подходяща за преподаване на съдържащия се в тях материал. Той оказва силно влияние върху по-късната западна философия, като водещи средновековни философи, като Тома Аквински, Уилям Окам и Дънс Скот, пишат коментари върху него.
Шестте книги на „Органон“ са:
1. „Категории“
2. „За тълкуването“
3. „Първа Аналитика“
4. „Втора Аналитика“
5. „Топика“
6. „Софистически опровержения“